# Gracie Jiu-Jitsu (livre)
Gracie Jiu-Jitsu est un livre de Helio Gracie, publié en première édition, en 2006 par Editora Saraiva.

## Résumé
Il décrit les techniques du jiu-jitsu brésilien. Le résumé dit: "Helio Gracie, créateur du Gracie jiu-jitsu, avait la santé fragile à l'adolescence, ce que l'a empêché de réaliser quelconque activité physique avant que le destin le posait sur le tatami. Ses fascinants faits, dedans et hors le ring, ont ému toute une nation et l'ont tourné au premier héros du sport brésilien. Après de consacrer toute sa vie à cet style de lutte, Helio Présente son premier et seul livre sur l'art que lui a fait un homme victorieux. Né en 1913, aujourd'hui, habite en Itaipava dans l'État de Rio de Janeiro, et enseigne le jiu-jitsu".
Ce livre développe aussi l'idée que, selon l'auteur, le jiu-jitsu brésilien serait, parmi tous, l'art martial le plus efficient, ce qui aurait été éprouvé par les résultats lors des premiers tournois d'arts martiaux mixtes de l'Ultimate Fighting Championship.

## Chapitres
- 1 - Défenses debout, contre attaques devant
- 2 - Défenses debout, contre attaques derrière
- 3 - Défenses contre des armes
- 4 - Montée
- 5 - Garde
- 6 - Montée traversée (100k)[4]
- 7 - Montée derrière
- Appendice - la diète Gracie

## Commentaires
"Lorsque des arts martiaux, en sa grande majorité, sont au minimum centenaires, c'est presque impossible qu'on ait contact avec le créateur d'un d'eux. Mais cette œuvre représente une unique opportunité à apprendre les techniques originales avec le créateur du plus influent art martial de l'actualité. Pour le profit des pratiquants du monde entier, Gracie présente, dans ce livre, le legs de sa vie."

### Sources
- Tatame.com.br
- Aslefortaleza